# Hoyos de Miguel Muñoz
Hoyos de Miguel Muñoz es un municipio de España perteneciente a la provincia de Ávila, en la comunidad autónoma de Castilla y León. Forma parte del partido judicial de Piedrahíta. En 2017 contaba con una población de 31 habitantes.

## Geografía
La localidad está situada a una altitud de 1534 m sobre el nivel del mar. Por lo que se trata del municipio más alto de la provincia abulense, el más alto también de Castilla y León y uno de los más altos de España.
| Noroeste: Navadijos                | Norte: Navadijos              | Noreste: San Martín del Pimpollar |
| Oeste: Navarredonda de Gredos      |                               | Este: San Martín del Pimpollar    |
| Suroeste: San Martín del Pimpollar | Sur: San Martín del Pimpollar | Sureste: Navarredonda de Gredos   |

Albert Klemm en su libro La cultura popular de Ávila describe así Hoyos de Miguel Muñoz en 1932 :

....la aldea está situada, como su nombre lo indica, en una depresión, unida al mundo exterior sólo por un defectuoso camino vecinal y un camino de herradura imposible de encontrar para los forasteros. El cartero me llevó a grupas hasta allí, desde la estación de ómnibus La Venta del Obispo. Estaba en construcción un camino hasta el pueblo. Este cuenta con 50 vecinos, aproximadamente 300 habitantes. Se dedican al cultivo de centeno, patatas y a la ganadería. Laderas casi sin árboles, recubiertas de hiniesta o piorno, son las características del paisaje.

## Demografía
Hoyos de Miguel Muñoz cuenta con una población de 27 habitantes (INE 2024).
| Gráfica de evolución demográfica de Hoyos de Miguel Muñoz entre 1857 y 2021 |
| |
| Población de derecho según los censos de población del INE. Población de hecho según los censos de población del INE.Entre el censo de 1857 y el anterior, aparece este municipio porque se segrega del municipio San Martín del Pimpollar con fecha 15 de mayo de 1844. |